# 沃爾頓峰
沃爾頓峰（英語：Walton Peak），是南極洲的山峰，位於葛拉漢地西岸的法利埃海岸，處於拉姆努斯山以北3.7公里，海拔高度825米，在1936年由英國探險隊測量，現時由南極條約體系管理。